# Clely Fiamma
Clely Fiamma, nome d'arte di Clelia Cantalamessa (Milano, 29 agosto 1914 – Roma, 19 febbraio 1977), è stata un'attrice e cantante italiana.

## Biografia
Nata a Milano, in una famiglia di artisti dello spettacolo, il padre Bruno Cantalamessa era cantante e attore del varietà, il nonno Berardo Cantalamessa (Napoli, 26 settembre 1858 - Buenos Aires, 17 marzo 1917) famoso macchiettista di Café chantant, debutta da bambina in una serie di spettacoli accanto al padre, esibendosi anche all'estero a Parigi in particolare.

Silvio Gigli con le attrici del varietà radiofonico Rai del venerdì, "Briscola", Wanda Tettoni, Clely Fiamma, Ria Saba, Giusi Raspani Dandolo, Isa Bellini, Rina Franchetti (1950)

In Italia negli anni trenta diviene una soubrette molto richiesta dalle compagnie di spettacoli leggeri e nell'avanspettacolo, lavorando con Totò, Guglielmo Inglese, i Fratelli De Rege e successivamente con Mario Riva, Riccardo Billi, Carlo Dapporto e Tino Scotti.
Nel 1947 la Rai la scrittura per la Compagnia del teatro comico musicale di Roma, dove avrà come compagni attori come Renato Turi, Isa Bellini, Raffaele Pisu, Elio Pandolfi, Wanda Tettoni, Rina Franchetti, Antonella Steni e registi come Silvio Gigli, Nunzio Filogamo, Riccardo Mantoni, nei vari programmi di varietà radiofonici degli anni quaranta, cinquanta e sessanta.
Il debutto nel cinema avviene nel 1940 quando Carlo Ludovico Bragaglia la fa scritturare dal produttore Giuseppe Amato per la parte di Anna nella pellicola Una famiglia impossibile; in seguito sarà presente in altri film, anche se l'impegno nel mondo della celluloide sarà ridotto al decennio successivo, dopo il quale la Fiamma sarà impegnata principalmente alla radio e in teatro.
Nel 1954 inizia a recitare anche per la Rai, in lavori di prosa e in alcuni sceneggiati.

## Filmografia
- Una famiglia impossibile, regia di Carlo Ludovico Bragaglia (1940)
- Altri tempi - Zibaldone n. 1, regia di Alessandro Blasetti, episodio Pot-pourri di canzoni (1952)
- Abracadabra, regia di Max Neufeld (1952)
- Con rispetto parlando, regia di Marcello Ciorciolini (1965)

## Teatro

### Teatro di rivista
- Questo non è sonoro, con Totò (1935)
- L'ultimo Tarzan, fantasia grottesca di Antonio De Curtis, prima al Teatro Capranica di Roma, l'8 maggio 1939.

## Prosa televisiva Rai
- Spettacolo fuori programma di Cesare Meano, regia di Guglielmo Morandi, trasmessa il 17 dicembre 1954.
- La principessa della Czarda, operetta di Stein e Jenbach, regia di Romolo Siena, musica di Emmerich Kalman, trasmessa il 16 agosto 1963.
- Anna dei miracoli di William Gibson, regia di Davide Montemurri, trasmessa il 15 dicembre 1968.

## Varietà radiofonici Rai
- La Bisarca, rivista musicale di Garinei e Giovannini, trasmessa in due stagioni dal 1949 al 1951.